# Hongarije van A tot Z
Deze a-z-lijst bevat verwijzingen naar artikelen over Hongarije.

## A
Endre Ady - 
Krisztián Adorján - 
Flórián Albert - 
Leandro de Almeida - 
Andrássy út - 
József Antall - 
Aquincum - 
Árpád - 
Árpádbrug - 
Árpád dynastie

## B
Bács-Kiskun - 
Bačka (landstreek) - 
Gordon Bajnai - 
Balassagyarmat - 
Tibor Balog - 
Banaat - 
Baranja (regio) - 
István Bárány - 
Baranya - 
László Bárdossy - 
Csilla Bátorfi - 
János Bédl - 
Békés - 
Békéscsaba - 
Békéscsaba 1912 Előre SE - 
Béla IV - 
András Béres - 
Bestuurlijke indeling van Hongarije - 
István Bethlen - 
Nándor Bezzeg -
Bertalan Bicskei - 
Bence Biczó - 
Boeda - 
Boedapest - 
BVSC Boedapest - 
Phőbus FC Boedapest - 
Boedapest Torna Club - 
VAC Boedapest - 
Bodrog - 
Péter Boross - 
Borsod-Abaúj-Zemplén - 
Börzsöny - 
Beatrix Boulsevicz - 
József Bozsik - 
Péter Bozsik - 
Burcht van Boeda - 
Bükk

## C
Cisleithanië - 
Comitaat

## Cs
László Csaba - 
László Cseh - 
Cserhát - 
Ferenc Csik - 
Csongrád

## D
Tamás Darnyi - 
Eszter Dara - 
Debrecen - 
Lajos Dinnyés - 
District III - 
István Dobi - 
Donau - 
Donauknie - 
Dunaújváros

## E
Eger - 
Krisztina Egerszegi - 
Sándor Egervári - 
Érd - 
Móric Esterházy - 
Esztergom

## F
László Fazekas - 
Fejér

## G
Géza (vorst) - 
Gyula Gömbös - 
János Göröcs - 
Károly Grósz - 
Grote Hongaarse Laagvlakte - 
Károly Güttler - 
Béla Guttmann

## Gy
Andrea Gyarmati - 
Győr - 
Győr-Moson-Sopron - 
Ferenc Gyurcsány - 
Dániel Gyurta

## H
János Hadik - 
Hajdú-Bihar - 
Alfréd Hajós - 
Zoltán Halmay - 
Vilmos Halpern - 
Hatvan - 
András Hegedüs - 
Heldenplein - 
Ágnes Herczeg - 
Hernád - 
Heves - 
Nándor Hidegkuti - 
Hódmezővásárhely - 
Hongaarse Opstand - 
Hongaren - 
Hongarije - 
Gyula Horn - 
Toki Horváth - 
Katinka Hosszú -
Hungarian Darts Trophy (2021, 2022)

## I
Ipolya - 
Istállóskő

## J
Zsuzsanna Jakabos - 
Jász-Nagykun-Szolnok - 
Attila Juhos

## K
János Kádár - 
Kaiserlich und königlich - 
Miklós Kállay - 
Boglárka Kapás - 
Kaposvár - 
Gyula Károlyi - 
Mihály Károlyi - 
Karpaten - 
Viktor Kassai - 
Kecskemét - 
Kékes - 
Karl Maria Kertbeny - 
Kettingbrug (Boedapest) - 
József Kiprich - 
Gergő Kis - 
Kleine Hongaarse Laagvlakte - 
Sándor Kocsis - 
Komárom-Esztergom - 
koningen van Hongarije - 
Koninklijk Hongarije (1526-1867) - 
Koninkrijk Hongarije (1000-1526) - 
Lajos Kossuth -
Ágnes Kovács - 
Emese Kovács -
Ágota Kristóf - 
Izidor Kürschner

## L
Landen van de Heilige Hongaarse Stefanskroon - 
Leitha - 
László Lukács - 
Lijst van premiers van Hongarije - 
Categorie:Premier van Hongarije

## M
Maartrevolutie - 
Margaretha van Schotland (ca. 1045-1093) - 
Margitbrug - 
Margiteiland -
Éva Marton -
Mátra - 
Matthias Corvinus - 
Mecsek - 
Péter Medgyessy - 
Iván Menczel - 
Béla Miklós - 
Miskolc - 
Mosonmagyaróvár - 
Ágnes Mutina

## N
Ferenc Nagy - 
Imre Nagy - 
Nagykanizsa - 
Nagykörút - 
Miklós Németh - 
Nemzeti dal - 
Nógrád - 
Nonius (paard) -
Noord-Hongaars middelgebergte

## Ny
Nyíregyháza

## O
Óbuda - 
Óbuda-eiland - 
Oostenrijk-Hongarije - 
Oost-Hongaarse Koninkrijk - 
Viktor Orbán - 
György Orth - 
Ottomaans Hongarije

## Ö
Összekötő Vasútibrug

## P
Károly Palotai - 
Pannonische vlakte - 
Pásztó - 
Péter Pázmándy - 
Dezső Pattantyús-Ábrahám - 
Pécs - 
Pest (stad) - 
Pest (comitaat) - 
Sándor Petőfi - 
Zsolt Petry - 
Petőfibrug - 
Pilisvörösvár - 
Ferenc Plattkó - 
Poesta - 
Sándor Popovics - 
Ferenc Puskás

## R
Balázs Rabóczki - 
Frans II Rákóczi - 
Rákóczibrug - 
Mátyás Rákosi - 
Éva Risztov - 
Andrea Rost -
Norbert Rózsa

## S
Tamás Sándor - 
Miklós Sárkány - 
Ferenc Sas - 
Alfréd Schaffer - 
Pál Schmitt - 
Gusztáv Sebes - 
Krisztián Selmeczi - 
András Simon - 
Krisztián Simon - 
Slag bij Mohács - 
Slag om Boedapest - 
Somogy - 
Sopron - 
Station Kelenföld - 
steden - 
Stefanus I - 
Ádám Steinmetz - 
Barnabás Steinmetz - 
Zoltán Stieber -

## Sz
László Szabados - 
Péter Szabó - 
Zsolt Szabó - 
Szabolcs-Szatmár-Bereg - 
Ádám Szalai - 
Ferenc Szálasi - 
István Szekér - 
István Széchenyi - 
Szécsény - 
Szeged - 
András Székely -
Székesfehérvár - 
Szekszárd - 
Zoltán Szélesi - 
Áron Szilágyi - 
Zoltán Szilágyi - 
István Szivós Jr. - 
István Szivós Sr. - 
Szob - 
Szolnok - 
Szombathely - 
István Szűcs

## T
Krisztián Takács - 
Tatabánya - 
Pál Teleki - 
Zoltán Tildy - 
Tisza - 
István Tisza - 
Kálmán Tisza - 
Tibor Tisza - 
Tokaj - 
Géza Toldi - 
Tolna - 
Sándor Torghelle - 
Gábor Torma - 
Balázs Tóth - 
Dániel Tőzsér - 
Transdanubië - 
Transdanubische middengebergte - 
Transsylvanië - 
György Tumpek

## U
Újpesti Vasútibrug - 
Flórián Urbán

## V
István Vad - 
Krisztián Vadócz - 
Szabolcs Varga - 
Zoltán Varga - 
Vas - 
Ádám Vass - 
Krisztián Vermes - 
Dávid Verrasztó - 
Evelyn Verrasztó - 
Veszprém - 
Kristopher Vida - 
Mihály Vörösmarty - 
Vorstendom Transsylvanië

## W
András Wanié - 
Sándor Wekerle - 
Sándor Wladár

## Z
Imre Zachár - 
Zala - 
Zalaegerszeg - 
Lászlo Zalai - 
Gábor Zavadszky - 
Gabor Zele - 
Zevenburgen - 
Zevenburgs Plateau - 
László Zsidai